# Erostepost-Literaturpreis
Der erostepost-Literaturpreis wird von der Zeitschrift erostepost jährlich im Literaturhaus Salzburg verliehen.